# Европейский муравьиный лев
Eвропе́йский муравьи́ный лев (лат. Euroleon nostras) — вид муравьиных львов, распространённый на большей части Европы.

## Описание
На затылке 3 тёмных пятна посередине и по 3 тёмных пятна с каждой стороны. На переднеспинке 2 широкие продольные полосы. Длина переднего крыла 26-35 мм. Голова плоская с выпуклым лбом, жёлтая с обширным чёрным рисунком. Антенны светло-бурые с брюшной стороны и тёмно-бурые со спинной. Скапус и площадка под ним частично жёлтые. Грудь свинцово-бурая с осветлёнными краями склеритов. Ноги коричнево-бурые в чёрных шипах и светлых щетинках. Брюшко тёмно-бурое в коротких торчащих шелковистых волосках. Вершины тергитов с третьего до последнего в жёлтой окантовке.

## Распространение
Марокко, Испания, Франция, Германия, Швеция, Швейцария, Австрия, Италия, Албания, Румыния, Венгрия, Польша, Литва, Латвия, Болгария, Турция, Чехия и Словакия, Молдова, Украина, Россия, Грузия, Армения, Азербайджан. Западнопалеарктический неморальный вид. В России обитает на юге европейской части и на Кавказе.

## Образ жизни
Имаго встречаются с июня по сентябрь, активны круглые сутки. На свет прилетают редко. Личинки строят воронки на участках с разрыхлённой почвой, часто на осыпных террасированных склонах гор, в навесах между камнями, во входах в пещеры, в карьерах. Личинки первых двух возрастов питаются муравьями различных видов. Личинки третьего возраста предпочитают более крупную добычу.

## Паразиты
На личинках паразитируют хальциды Hybothorax graffi и двукрылые Micomitra stupida.

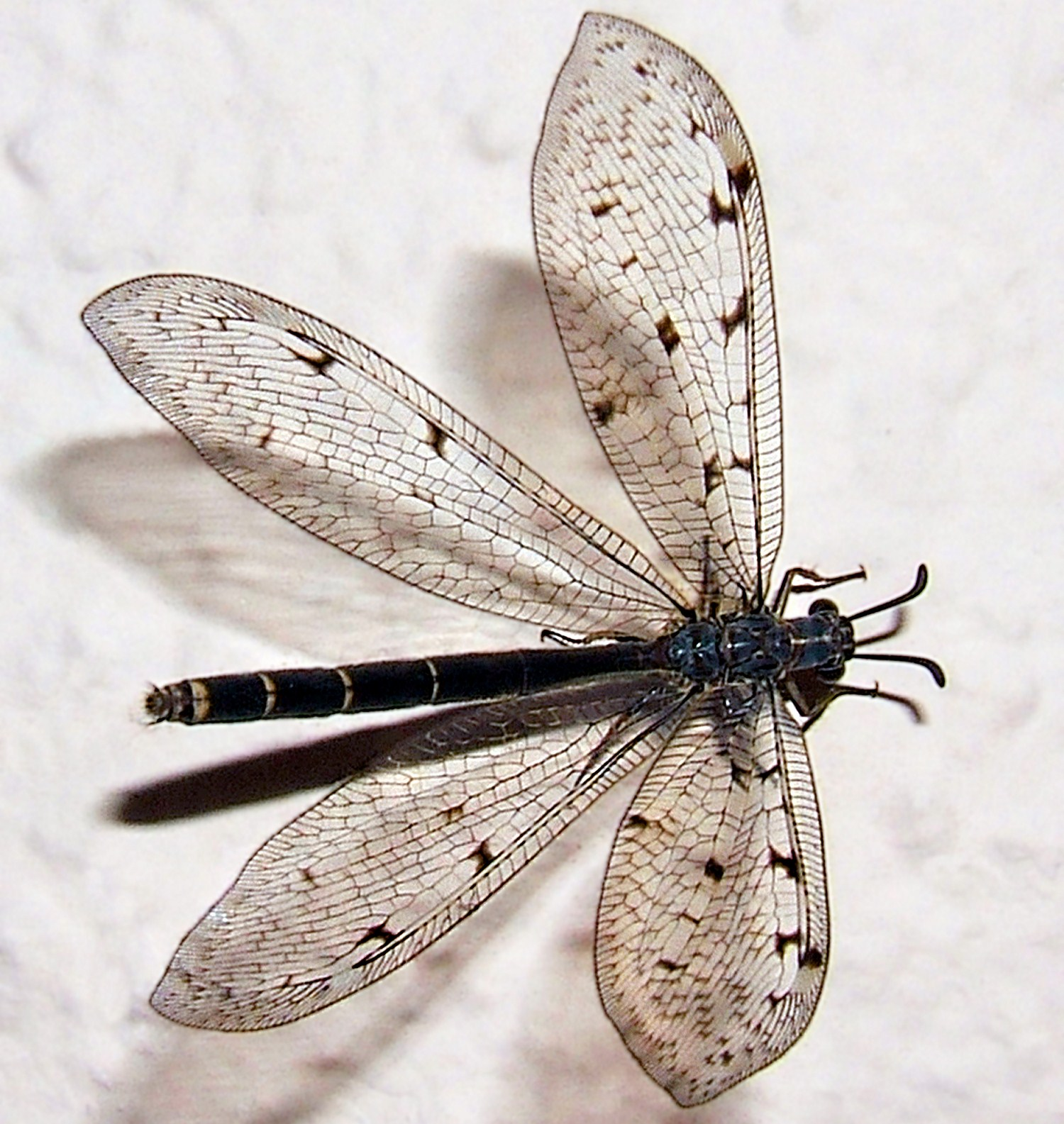
Вид сверху
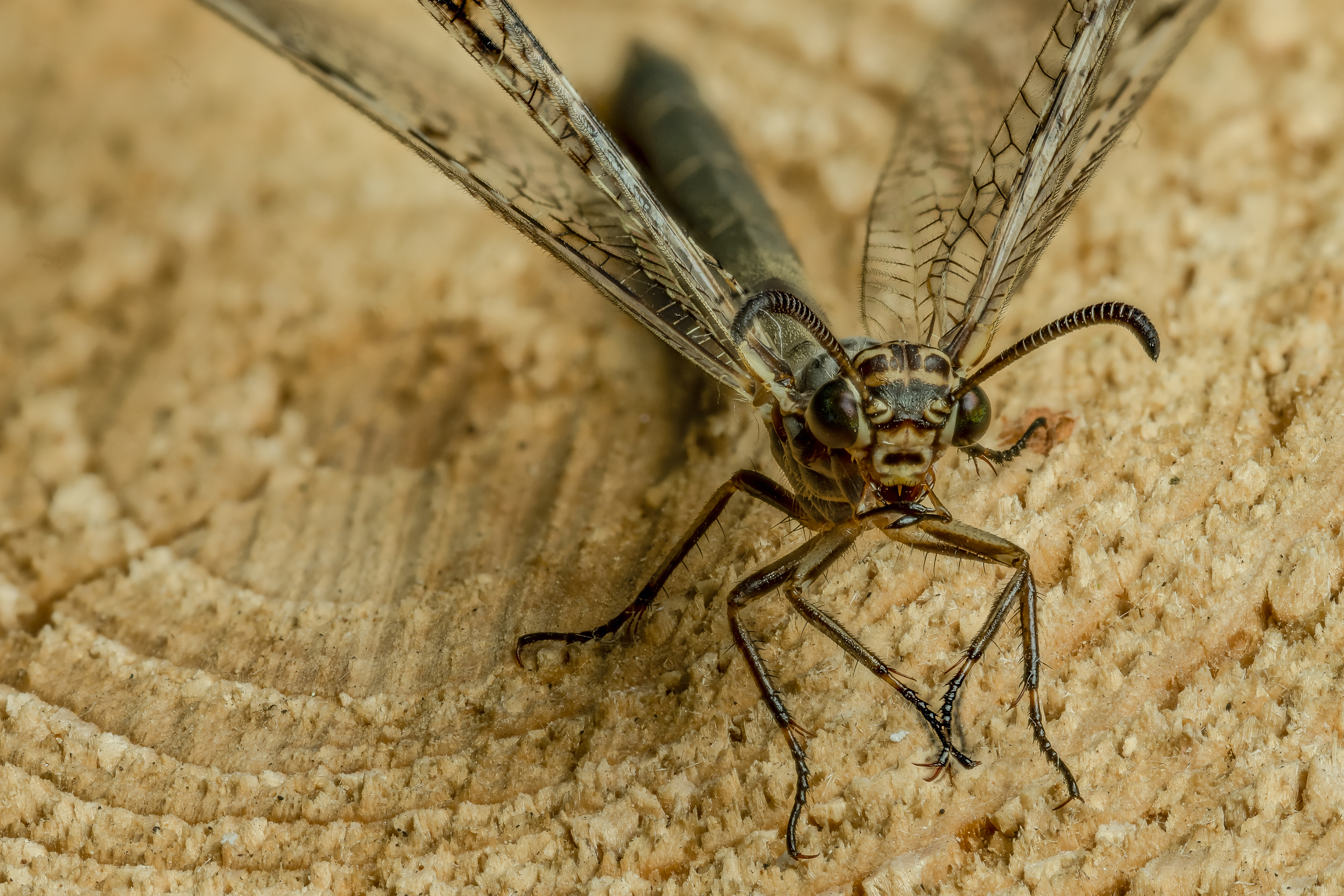
Вид спереди
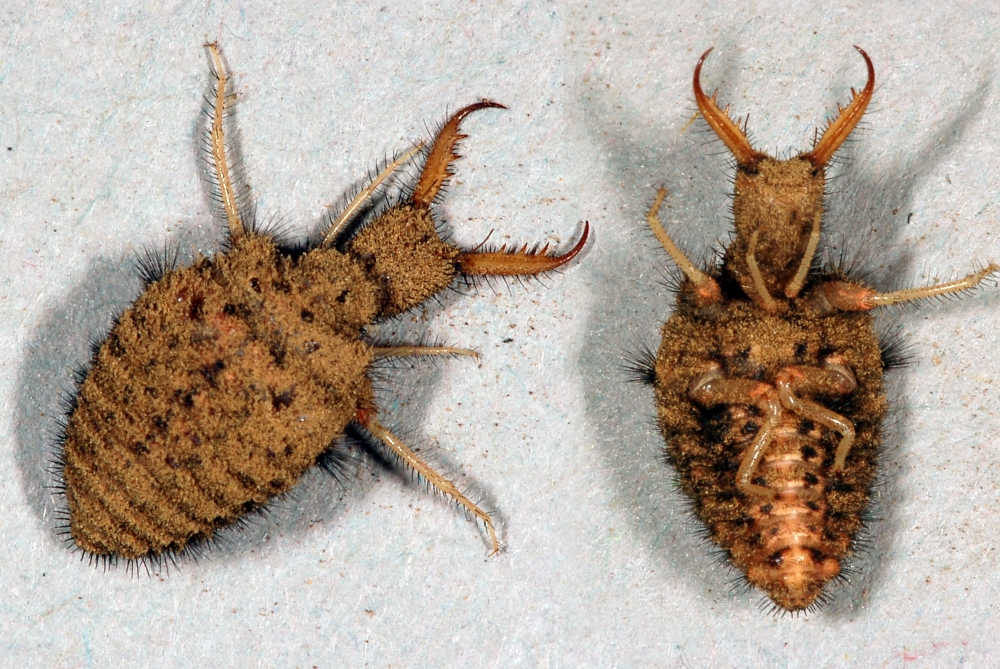
Личинка
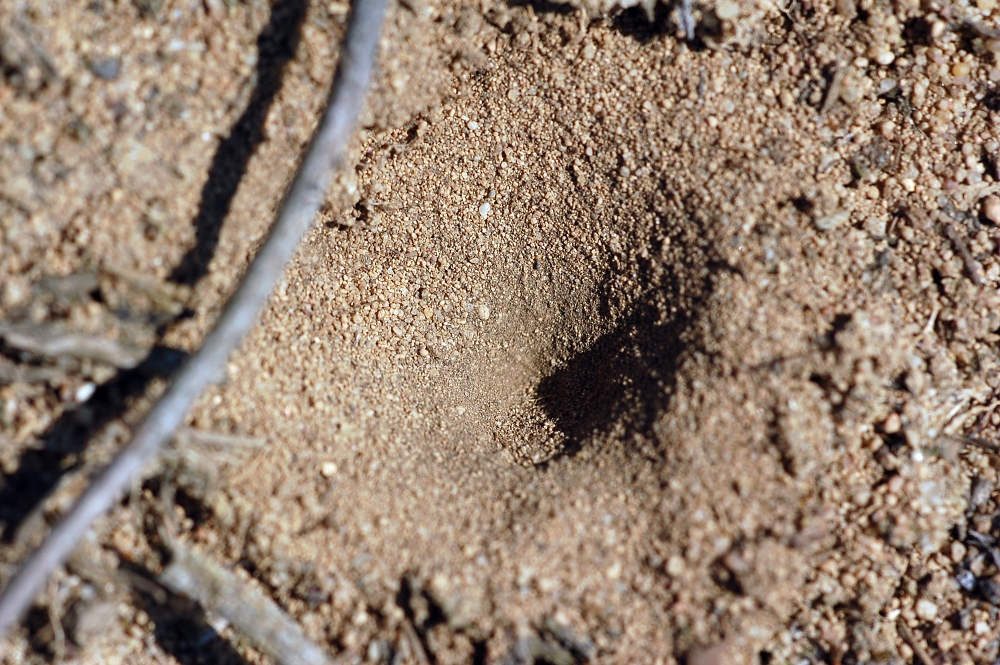
Воронка